# Condac
Condac és un municipi francès situat al departament del Charente i a la regió de la Nova Aquitània. L'any 2007 tenia 472 habitants.

## Demografia

### Població
El 2007 la població de fet de Condac era de 472 persones. Hi havia 188 famílies de les quals 52 eren unipersonals (20 homes vivint sols i 32 dones vivint soles), 60 parelles sense fills, 68 parelles amb fills i 8 famílies monoparentals amb fills.
La població ha evolucionat segons el següent gràfic:
Habitants censats

### Habitatges
El 2007 hi havia 247 habitatges, 200 eren l'habitatge principal de la família, 33 eren segones residències i 14 estaven desocupats. 235 eren cases i 9 eren apartaments. Dels 200 habitatges principals, 155 estaven ocupats pels seus propietaris, 41 estaven llogats i ocupats pels llogaters i 4 estaven cedits a títol gratuït; 8 tenien dues cambres, 24 en tenien tres, 62 en tenien quatre i 106 en tenien cinc o més. 161 habitatges disposaven pel capbaix d'una plaça de pàrquing. A 104 habitatges hi havia un automòbil i a 83 n'hi havia dos o més.

### Piràmide de població
La piràmide de població per edats i sexe el 2009 era:
| Homes | Edats   | Dones |
| ----- | ------- | ----- |
| 0     | 95 o +  | 0     |
| 0     | 90 a 94 | 4     |
| 4     | 85 a 89 | 4     |
| 0     | 80 a 84 | 0     |
| 12    | 75 a 79 | 16    |
| 4     | 70 a 74 | 16    |
| 20    | 65 a 69 | 16    |
| 8     | 60 a 64 | 16    |
| 20    | 55 a 59 | 16    |
| 12    | 50 a 54 | 16    |
| 8     | 45 a 49 | 8     |
| 20    | 40 a 44 | 12    |
| 12    | 35 a 39 | 12    |
| 16    | 30 a 34 | 28    |
| 16    | 25 a 29 | 20    |
| 0     | 20 a 24 | 4     |
| 8     | 15 a 19 | 8     |
| 16    | 10 a 14 | 16    |
| 12    | 5 a 9   | 20    |
| 4     | 0 a 4   | 16    |

## Economia
El 2007 la població en edat de treballar era de 288 persones, 195 eren actives i 93 eren inactives. De les 195 persones actives 179 estaven ocupades (100 homes i 79 dones) i 16 estaven aturades (7 homes i 9 dones). De les 93 persones inactives 42 estaven jubilades, 25 estaven estudiant i 26 estaven classificades com a «altres inactius».

### Ingressos
El 2009 a Condac hi havia 196 unitats fiscals que integraven 464,5 persones, la mediana anual d'ingressos fiscals per persona era de 16.578 €.

### Activitats econòmiques
Dels 19 establiments que hi havia el 2007, 5 eren d'empreses de construcció, 3 d'empreses de comerç i reparació d'automòbils, 2 d'empreses de transport, 4 d'empreses d'hostatgeria i restauració, 1 d'una empresa d'informació i comunicació, 3 d'empreses de serveis i 1 d'una empresa classificada com a «altres activitats de serveis».
Dels 8 establiments de servei als particulars que hi havia el 2009, 1 era un taller de reparació d'automòbils i de material agrícola, 2 paletes, 1 guixaire pintor, 2 electricistes i 2 restaurants.
L'any 2000 a Condac hi havia 9 explotacions agrícoles que ocupaven un total de 702 hectàrees.

## Poblacions més properes
El següent diagrama mostra les poblacions més properes.